# 東京都フライングディスク協会
一般社団法人東京都フライングディスク協会（とうきょうとフライングディスクきょうかい）は、東京都千代田区に本部を置く、日本の一般社団法人。
一般社団法人日本フライングディスク協会の地域支部として、東京都やその近郊におけるフライングディスクの振興を目的として設立された団体である。

## 大会・イベント
- 関東大学新人アルティメット大会
- G-1ガッツリーグ
- 関東フレッシュマンズウェルカムキャンプ
- 東京ユースアルティメットオープン
- 東日本アルティメットフレッシュマンズカップ
- アルティメット東京トレセン